# Schriftmischung
Die Schriftmischung bezeichnet die Verwendung unterschiedlicher Schriften in einem Text. Die Kombination der verschiedenen Schriften soll vor allem die Aufmerksamkeit des Lesers steigern und auf bestimmte Wörter, Zeilen und Textpassagen lenken.
Eine geläufige Schriftmischung ist die Zusammenstellung eines kursiven und eines normalen (geraden) Schriftschnitts. Diese findet sich vor allem in Romanen, aber auch in wissenschaftlichen Texten. Weitere Beispiele sind Renaissance-Antiqua als Grundschrift für Text, kursiver Schnitt und Kapitälchen für integrierte Auszeichnung innerhalb des Textes, serifenlose Linear-Antiqua für Bildlegenden, fetter und halbfetter Schnitt für Haupt- und Zwischenüberschriften.
Feste Regeln für die Schriftmischung gibt es nicht. Jedoch sollten möglichst unterschiedliche Schriftfamilien kombiniert werden, um einen deutlichen Kontrast im Schriftbild zu erzielen. Andererseits sollten aus disharmonischen Gestaltungsaspekten nicht jegliche Schriftarten wahllos gemischt werden (siehe auch Schriftklassifikation). Schriften mit unterschiedlichen Schräglagen, zum Beispiel Schreibschriften und kursive oder schräge Schnitte unterschiedlicher Antiqua-Schriften, sollten nicht gemischt werden. Übermäßige Verwendung von Schriftmischung wirkt unübersichtlich und/oder unruhig.